# Berylliumhydroxide
Berylliumhydroxide is het amfoteer hydroxide van beryllium, met als brutoformule Be(OH)2. De stof komt voor als zeer toxische witte kristallen.

## Synthese
Berylliumhydroxide wordt niet in het laboratorium gesynthetiseerd, maar wordt industrieel geproduceerd als nevenproduct bij de extractie van beryllium uit ertsen met berylliumhoudende mineralen, zoals beril, bertrandiet en chrysoberil.
Berylliumhydroxide wordt wel gevormd tijdens bepaalde reacties, maar kan niet als zodanig worden geïsoleerd. Een voorbeeld is de hydrolyse van berylliumchloride:
{\displaystyle {\ce {BeCl2 + 2H2O -> Be(OH)2 + 2HCl}}}

## Eigenschappen en reacties
Berylliumhydroxide is amfoteer, wat impliceert dat het zowel met zuren als met basen kan reageren. De reactie met hydroxiden levert het wateroplosbare tetrahydroxidoberyllaat-ion:
{\displaystyle {\ce {Be(OH)2 + 2OH- -> Be(OH)4-}}}
Bij verhitting van een dergelijk beryllaatoplossing ontleedt de verbinding. De reactie met zuren levert berylliumzouten op:
{\displaystyle {\ce {Be(OH)2 + H2SO4 -> BeSO4 + 2H2O}}}
Bij verhitting boven 400 °C verliest berylliumhydroxide water (dehydratie) en ontstaat berylliumoxide:
{\displaystyle {\ce {Be(OH)2 -> BeO + H2O}}}

## Structuur
Berylliumhydroxide wordt gevormd als een soort gelatineuze massa wanneer een overmaat base wordt toegevoegd aan een oplossing van een berylliumzout. Dit is de α-vorm. Wanneer de oplossing wordt gekookt slaat de trigonale - eveneens gelatineuze - β-vorm neer. De structuur hiervan is vergelijkbaar met die van zinkhydroxide.